# 信头
在信息技术中，頭（header）指的是在一块数据存储或传输之际在頭追加的数据，这些信息是对数据区的描述。
数据传输时，頭之後的数据有时被称为负载或內容。
爲使頭能被解析，按照清晰、无歧义的规范和格式撰寫頭，是非常重要的。

## 例子
- 电子邮件中，所发文本（信体）之前需要加上信息头。Email的信息头包括关于发送者、接受者、主题、发送时间戳，所有媒体的接受时间戳以及最终接受者的邮件传送代理等等。（细节请参见RFC 822）
- 在互联网上传递的数据包，信息（负载）前需要加上信息头。信息头包括发送人和接收人的IP地址，对负载内容格式的通信协议管理以及其他格式信息。信息头格式被定义为网络协议的一部分。
- 在图像文件格式中，信息头可能包括关于图像大小，解析度，表达色彩数目之类的信息。
- 在一些编程语言中（如C以及C++）。函数是被在头文件中声名的。
- 網站使用的HTTP header。